# Submarino Nautilus
Nautilus foi o submarino projetado por Robert Fulton.
Projetado entre 1793 e 1797:36, durante a Primeira República Francesa pelo inventor estadunidense Robert Fulton, com 6,50 m de comprimento, estrutura de ferro coberta com placas de cobre e leme para controle vertical, ele permitia que quatro passageiros ficassem submersos até 6 horas, apresentava ainda torre de observação e propulsores operados manualmente. 
Financiado por Napoleão, o inventor contudo, não agradou. Mesmo depois de afundar uma escuna de quatro mastros, os franceses cortaram seu patrocínio em 1804. 
No ano seguinte Fulton tentou vender o Nautilus aos britânicos, ao afundar o veleiro de 3 toneladas. Os ingleses não se impressionaram. O motivo da recusas era a incapacidade do submarino acompanhar a velocidade das esquadras navais, perdendo seu diferencial estratégico.
Sua criação, o Submarino Nautilus, foi o primeiro a oferecer a possibilidade de afundar navios inimigos através do disparo de bólidos explosivos recheados de pólvora.
Em 1800, adicionou uma nova palavra ao dicionário naval: torpedo.

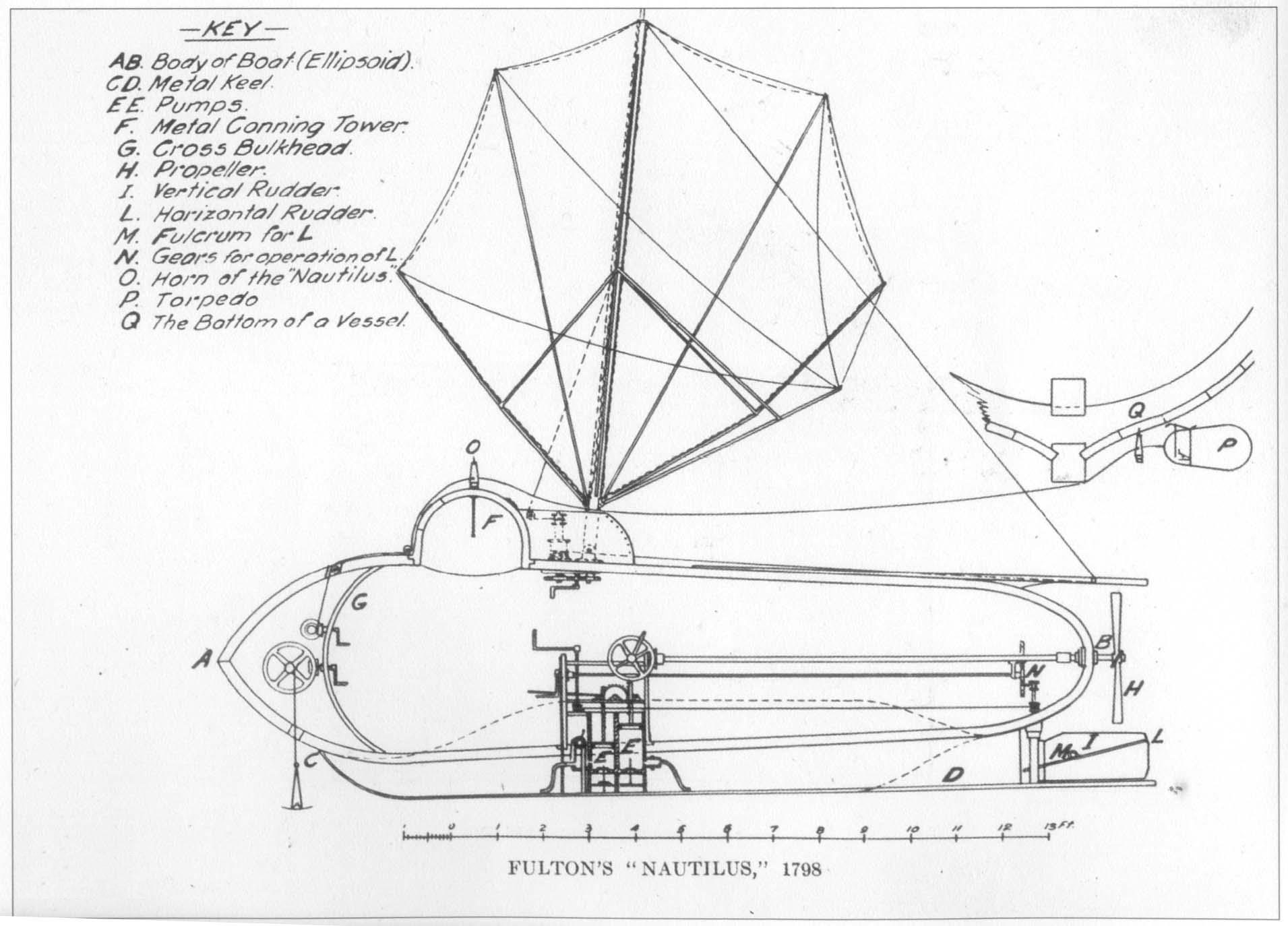
Nautilus

## Segunda embarcação planejada
Sabendo que a França não demonstrava grande interesse, os britânicos decidiram ter controle sobre aquele perigoso equipamento pagando a Fulton £800 para ir à Inglaterra (seu destino original antes de ir para a França) e desenvolver um segundo Nautilus para eles. A vitória de Trafalgar tornou seu trabalho menos perigoso, e ele foi ignorado até que partiu, com frustração, para a América em outubro de 1806. Ele deixou os seus papéis de submarinos com o cônsul estadunidense em Londres. Ele nunca perguntou por eles, nunca se referiu ao trabalho do Nautilus, e os artigos ficaram inéditos até 1920.:43-49

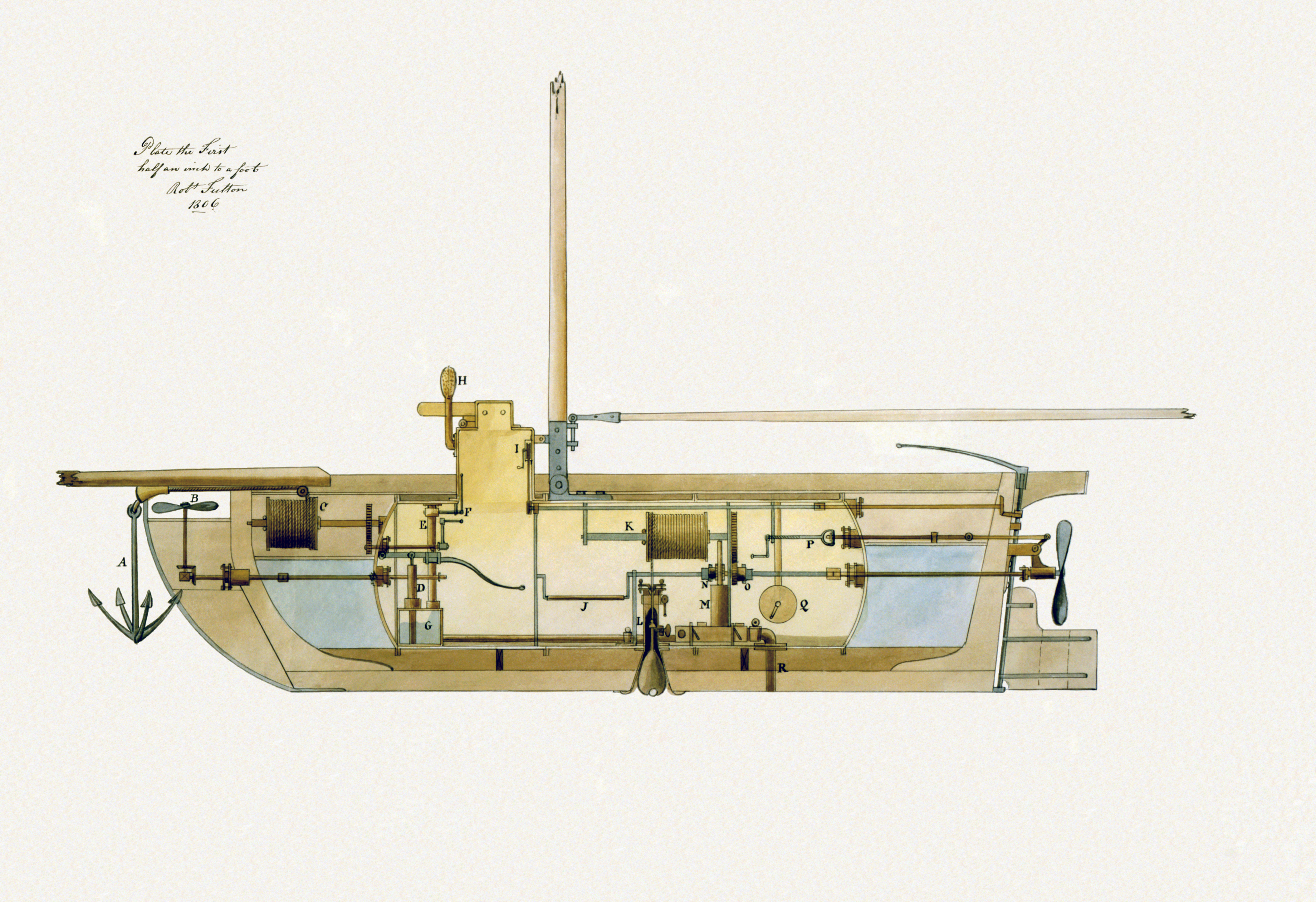
Corte seccionado do design do submarino de 1806.

Aqueles papéis mostravam que o seu Nautilus britânico foi planejado com um comprimento de 11 metros (36,1 pés), boca de 3 metros (9,84 pés) com tripulação para 6 homens e autonomia de 20 dias no mar. A superfície superior foi provida com 30 compartimentos de "carcaça". O casco era uma imitação de uma Chalupa com um mastro convencional e velas para quando não estava submergido. Sua hélice de duas pás permaneceu movida por manivela à força humana, dobrado para fora da água quando na superfície para reduzir o arrasto. Quando submergido o ar era transportado para o seu interior através de dois canos de ventilação simplificados, e a iluminação vinha da torre de comando. Contudo, nada disto foi construído.:49-50